# Agriphila plumbifimbriellus
Agriphila plumbifimbriellus là một loài bướm đêm trong họ Crambidae.